# Fred Hansen
Den här sidan handlar om friidrottaren Fred Hansen, för ingenjören, se Fred Hansen (ingenjör).
Frederick Morgan "Fred" Hansen, född 29 januari 1940 i Cuero i Texas, är en före detta amerikansk friidrottare.
Hansen blev olympisk mästare i stavhopp vid olympiska sommarspelen 1964 i Tokyo.